# Kabukimono

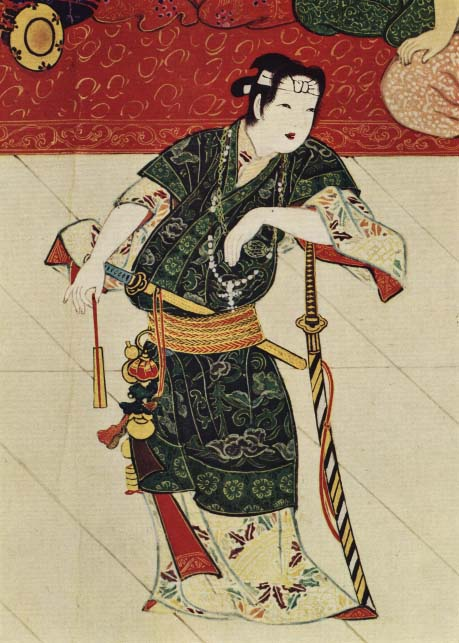
Kabukimonókra jellemző öltözék Izumo no Okuni kabuki színésznőn

A kabukimono (傾奇者 (カブキもの)) vagy hatamoto jakko  (旗本奴; Hepburn: hatamoto yakko) egy irányzat volt az újkori Japánban a Muromacsi-kor vége (1573) és a 17. század vége között (Edo-kor). Jelentése szerint „furcsák”, „őrültek”; a kabuku és mono szavakból származik, amik szokatlant, természetestől való elhajlást, illetve embereket jelentenek.
A csoportba tartozók gyakran rikító, cifra kimonót viseltek vagy más módon sértették meg az öltözködési normákat, például férfiak női ruhákba öltöztek. Zabolátlanul viselkedtek, hangoskodtak, verekedtek, énekeltek és táncoltak az utcákon. Az irányzatot követők többsége fiatal férfi volt, akik a szamurájok osztályának peremén helyezkedtek el, például sokadik gyerekek voltak, alacsony rangúak vagy róninok. Gyakran bandákba verődve zsarolták és fosztogatták a falusiakat és alacsonyabb származásúakat, tolvajbandákká alakultak vagy ártatlanokat gyilkoltak. A Csúsingurában szereplő Fuva Kazuemon is hozzájuk csatlakozott a hagyomány szerint.
Vélemények szerint a kabuki színház is ebből a stílusból merít, megalkotója Izumo no Okuni maga is az irányzat követője volt, férfi ruhákat, fegyvereket és eszközöket hordott magánál és gyakran flörtölt nőkkel. Az Edo-bakufu 1615-ben lépett fel először ellenük, betiltva bizonyos ruhákat és cselekvéseket, mivel viselkedésük és kétes lojalitásuk – amely erősebb volt egymás iránt, mint uraik felé – miatt veszélyesnek ítélték őket. 1617-ben és 1632-ben ezt további rendeletek követték, amik például megtiltották, hogy magas rangú tisztviselő kabukimonóval mutatkozzon nyilvánosan. Az utolsó nagy akció ellenük 1686-ban volt, amikor a „Nagyobb és Kisebb Istenek” banda 200 tagját elfogták és 11 vezetőjét kivégezték.
Sokan úgy tartják, hogy a kabukimonók a jakuzák elődjei, míg más vélemények szerint a macsi jakko, vagyis az általuk fenyegetett üzlettulajdonosok, kézművesek és falusiak önvédelmi csapata.